# شبکه هم‌بیانی ژن‌ها

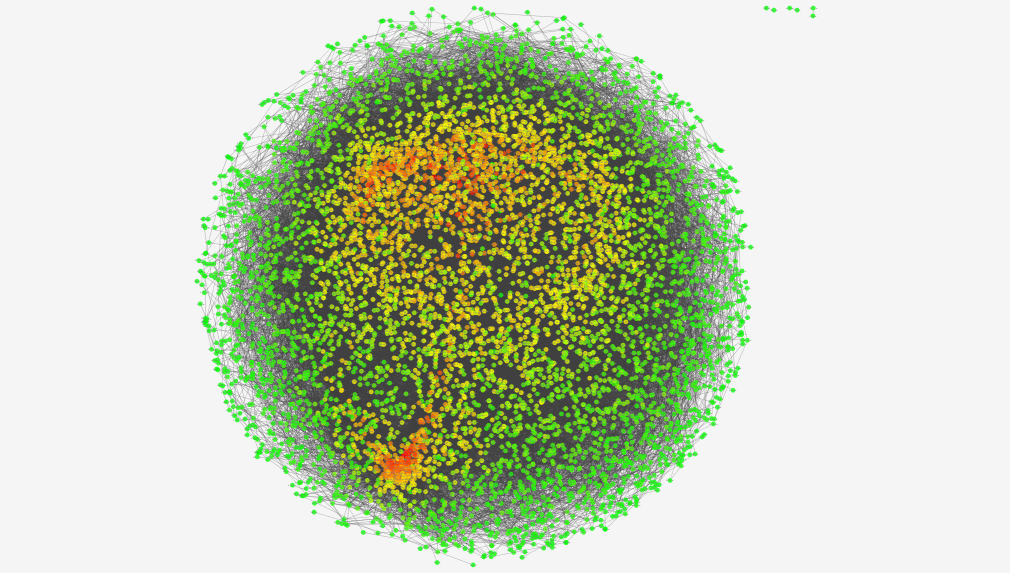
شبکه هم‌بیانی ژن برای ۷۲۲۱ ژن. اطلاعات بیان ژن‌ها از ۱۸ مبتلا به سرطان معده گرفته شده‌است.

شبکه هم‌بیانی ژن‌ها (به انگلیسی: Gene Co-Expression Network) یک گراف بدون جهت است. در این گراف هر رأس معادل با یک ژن است. همچنین بین دو راس یال وجود دارد، اگر و تنها اگر رابطه هم‌بیانی معناداری میان ژن‌های متناظر آن دو رأس موجود باشد. در این‌جا منظور از هم‌بیانی این است که الگوی بیان دو ژن، به معنای کم یا زیاد شدن بیان آن‌ها یکسان باشد. شبکه‌های هم‌بیانی ژن‌ها به کمک مجموعه داده‌ای از بیان تعدادی ژن در نمونه‌های مختلف بدست می‌آید. از آن‌جا که شبکه هم‌بیانی ژن‌ها یک گراف بدون جهت است، یک روش مناسب برای نمایش آن ماتریس همسایگی است. در این روش اگر هم‌بیانی دو ژن از آستانه‌ای مشخص بالاتر باشد بین آن‌ها یال متصور می‌شویم و درایه‌های ماتریس همسایگی صفر یا یک هستند.
همچنین می‌توان مدلی پیچیده‌تر برای شبکه هم‌بیانی ژن‌ها متصور شد که در آن یال‌ها وزنی در بازه {\displaystyle [0,1]} داشته باشند. در این روش به اصطلاح از آستانه‌ای نرم استفاده می‌شود. در مقابل این روش به روش قبلی که یال‌ها وزن نداشتند، استفاده از آستانه سخت گفته می‌شود. در روش آستانه سخت ممکن است یک مقدار اختلاف کمی با آستانه داشته باشد و از آن کمتر باشد، در این صورت یال مربوط به این مقدار ترسیم نمی‌شود که از معایب این روش محسوب می‌شود. همچنین از نظر زیستی معنی‌دارتر است که رابطه هم‌بیانی دو ژن را با یک‌وزن مشخص کنیم. البته باید توجه داشت در مقابل دقت بیشتری که در شبکه‌های وزن‌دار بدست می‌آید، تحلیل گراف حاصل سخت‌تر می‌شود.
شبکه‌های هم‌بیانی ژن‌ها کاربردهای متعددی دارند. برای نمونه این شبکه‌ها می‌توانند ابزاری مناسب در شناختن ژن‌هایی باشند که کارکرد زیستی آنان چندان مشخص شده نیست. همچنین این شبکه‌ها می‌توانند در تحلیل ارتباط مکانیزم‌های مولکولی و فرایندهای زیستی مفید واقع شوند.
در حال حاضر شبکه‌های بسیاری توسط داده‌های حاصل از ریزآرایه دی‌ان‌ای تولید شده‌اند.

## ساختن شبکه هم‌بیانی ژن‌ها
ساخت شبکه‌های هم‌بیانی ژن‌ها به کمک دادهٔ بیان مجموعه‌ای از ژن‌ها در تعدادی نمونه انجام می‌شود. برای این کار ابتدا بیان مجموعه‌ای از ژن‌ها را در نمونه‌های مختلف اندازه‌گیری می‌شود. اگر داده نیاز به هرگونه نرمال‌سازی داشته باشد، در این مرحله انجام می‌شود. اطلاعات بیان ژن در نمونه‌های مختلف را می‌توان در یک ماتریس که ستون‌های آن متناظر با نمونه‌ها و سطرهای آن متناظر با ژن‌هاست، نمایش داد. سپس به کمک دادهٔ بدست آمده، امتیازی تحت عنوان امتیاز شباهت میان هر دو ژن محاسبه می‌شود. این امتیازها را می‌توان در یک ماتریس مربعی، که سطرها و ستون‌های آن متناظر با ژن‌ها هستند، ذخیره کرد. سپس برای هر دو ژنی که امتیاز شباهت آن‌ها از یک آستانه مشخص بیشتر بود، یک یال در گراف متناظر قرار داده می‌شود. این کار را می‌توان با اعمال یک تبدیل ساده بر روی ماتریس شباهت ژن‌ها انجام داد. برای بدست آوردن ماتریس همسایگی گراف کافی است در ماتریس شباهت ژن‌ها، درایه‌های بزرگ‌تر مساوی از آستانه را به یک و بقیه درایه‌ها به صفر تبدیل شوند. برای ساختن شبکه هم‌بیانی ژن‌ها باید روش محاسبه امتیاز شباهت و محاسبه آستانه مشخص شوند.

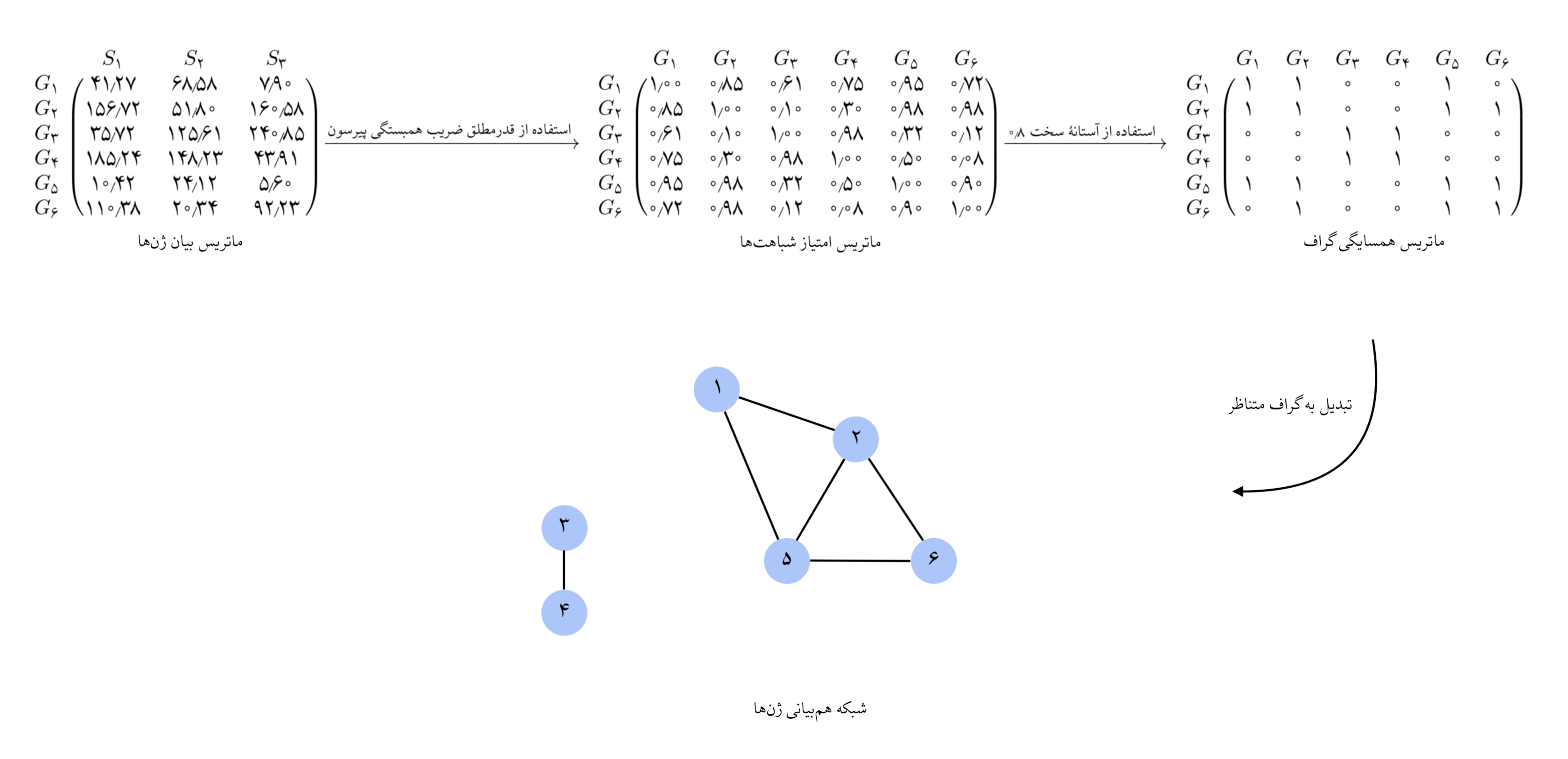
در این تصویر مراحل مختلف ساخت شبکه دیده می‌شود. در این مثال از شش ژن و سه نمونه استفاده شده‌است. ابتدا از ماتریس دادهٔ بیان ژن‌ها ماتریس امتیاز را بدست می‌آوریم. سپس با اعمال آستانه‌ای سخت به ماتریس همسایگی و شبکه هم‌بیانی می‌رسیم.

### محاسبه امتیاز شباهت
میزان بیان یک ژن در نمونه‌های مختلف را می‌توان به صورت یک بردار نمایش داد. پس برای محاسبه امتیاز شباهت دو ژن، باید امتیازی را بین دو بردار بیان ژن محاسبه کنیم. برای محاسبه این امتیاز می‌توان از روش‌هایی مانند ضریب همبستگی پیرسون، ضریب همبستگی رتبه‌ای اسپیرمن و اطلاعات متقابل استفاده کرد که امتیاز حاصل از تمام این روش‌ها در بازه {\displaystyle [0,1]} یا {\displaystyle [-1,1]} قرار دارد. در برخی موارد نیز امتیازهایی محاسبه می‌شوند که این ویژگی را ندارند، یک نمونه از چنین امتیازهایی فاصله اقلیدسی است. در برخی از موارد نیز از روش‌هایی بر مبنای همبستگی جزئی مانند مدل‌های گاوسی گرافیکی استفاده می‌شود.

### محاسبه آستانه
یکی از روش‌های ساده محاسبه آستانه ثابت گرفتن اندازه شبکه (تعداد یال‌های گراف متناظر) است. در این روش تعداد یال‌ها معلوم است و امتیاز تمام جفت ژن‌ها نیز معلوم است. پس آستانه به سادگی مشخص می‌شود. در روش دیگر به جای تعیین آستانه برای امتیاز شباهت، آستانه‌ای برای سطح معنادار بودن امتیاز تعیین می‌شود. در این روش‌ها ابتدا برای هر کدام از امتیازهای شباهت یک پی-مقدار محاسبه می‌شود. سپس با توجه به پی-مقدار و سطح معنادار بودن تعیین شده یال‌ها را رسم می‌کنند. برای محاسبه پی-مقدار معمولاً از آزمون جایگشتی یا آزمون زد استفاده می‌شود.

## استفاده از آستانهٔ نرم
در این روش هم ابتدا نیاز داریم، ماتریس امتیاز شباهت‌ها را محاسبه کنیم. در این قسمت فرض می‌کنیم که امتیاز شباهت در بازه‌ای مانند {\displaystyle [0,1]} یا {\displaystyle [-1,1]} قرار دارد. برای نمونه می‌توانیم برای محاسبه امتیاز از ضریب همبستگی پیرسون استفاده کنیم. امتیاز شباهت و وزن یال میان ژن {\displaystyle i}ام و ژن {\displaystyle j}ام را به ترتیب با {\displaystyle s_{i,j}} و {\displaystyle a_{i,j}}نمایش می‌دهیم. برای بدست آوردن وزن یال‌ها دو نوع تابع پیشنهاد شده‌است.

### استفاده از تابع سیگموئید
در این روش از تابع سیگموئید به همراه دو پارامتر {\displaystyle \alpha } و {\displaystyle \tau _{0}} استفاده می‌شود. در ابتدا مقدار دو پارامتر {\displaystyle \alpha } و {\displaystyle \tau _{0}} انتخاب می‌شود. سپس برای محاسبه وزن هر یال از رابطهٔ {\displaystyle a_{i,j}=\mathrm {sigmoid} (s_{i,j},\alpha ,\tau _{0})={\frac {1}{1+e^{-\alpha (s_{i,j}-\tau _{0})}}}} استفاده می‌شود. در این حالت به مقدار {\displaystyle \tau _{0}} آستانه (نرم) گفته می‌شود. دقت کنیم که خروجی این تابع در بازهٔ {\displaystyle [0,1]} است که برای وزن‌های گراف مدنظر داشتیم.

### استفاده از تابع توانی
در این روش یک پارامتر {\displaystyle \beta } در نظر گرفته می‌شود و وزن هر یال مطابق رابطهٔ {\displaystyle a_{i,j}=|s_{i,j}|^{\beta }} بدست می‌آید. در این رابطه نیز وزن یال‌ها در بازهٔ مطلوب {\displaystyle [0,1]} قرار می‌گیرد.